# Улица Новая Ипатовка
У́лица Но́вая Ипа́товка — улица в Северном административном округе города Москвы на территории района Коптево. Пролегает от «угла», образованного Рижским направлением Московской железной дороги и Тимирязевским парком, по краю парка и, не доходя улицы Приорова, делает «колено» к дому 20Б по Большой Академической улице. Нумерация домов начинается от Тимирязевского парка.

## Происхождение названия
Ранее — Кондратьева улица, Кондратьев переулок. Переименована в 1921 году по дачному посёлку Ипатовка. Ипатовка — дачный посёлок, указан в 1908 году у станции «Подмосковная». Упоминаемая некоторыми авторами деревня Ипатовка — миф, как и распространённая версия о связи с большевиком Ипатовым.

## Здания и сооружения
Всего 16 домов.
По нечётной стороне:
По чётной стороне:
- № 4 — Клинический госпиталь МВД

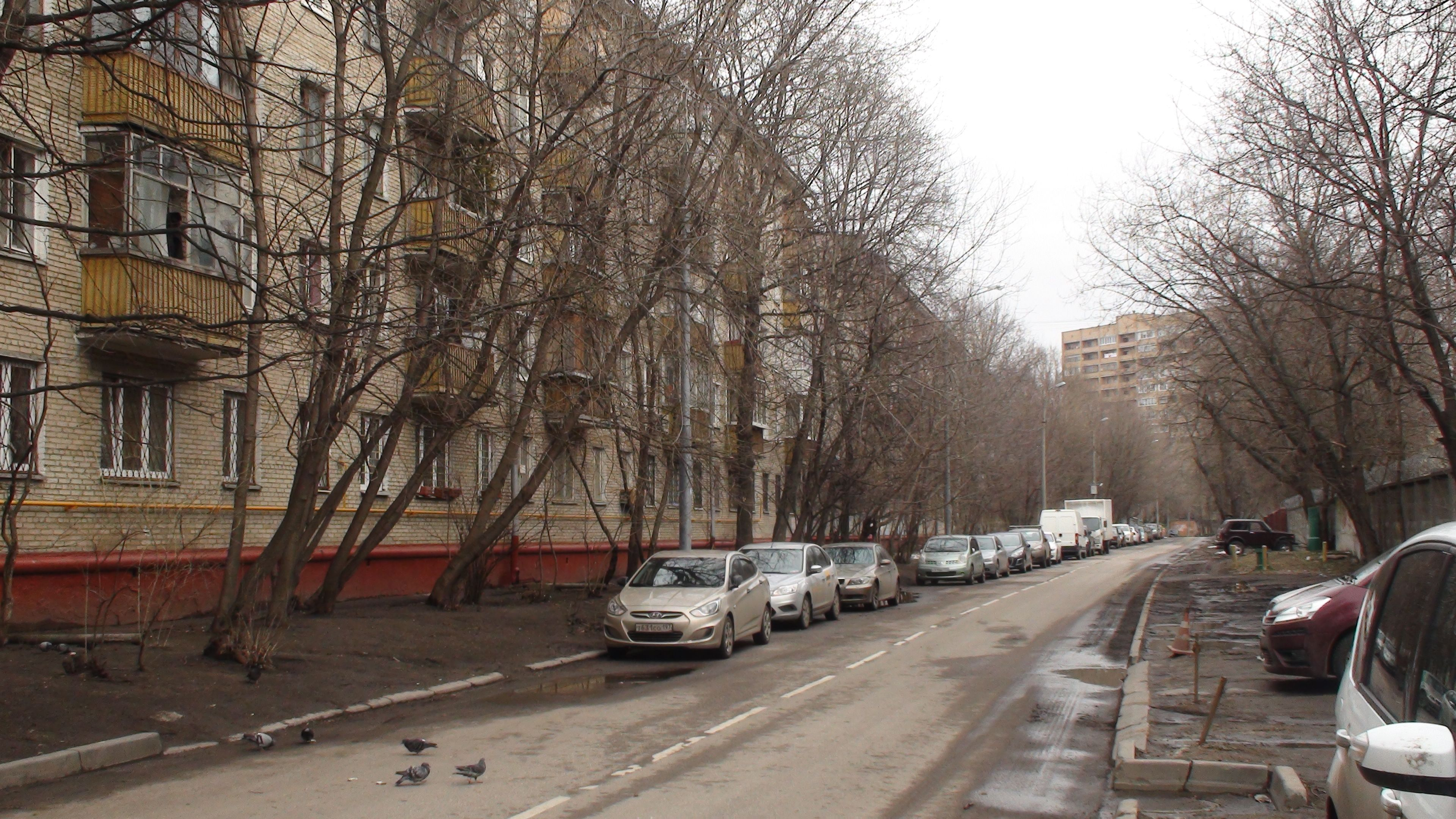
Новая Ипатовка

В 2024 году объявлено о комплексном развитии неэффективно используемой территории на улице Новая Ипатовка. Общий объём застройки: 117 070 м², в том числе общественно-делового назначения: 50 290 м², жилого: 66 780 м².

## Транспорт

### Наземный транспорт
По улице не проходят маршруты общественного транспорта. Ближайшие остановки: «ЦИТО», «Госпиталь», на них останавливаются автобусные маршруты 323, 780.

### Железнодорожный транспорт
- Платформа Красный Балтиец Рижского направления МЖД.

### Ближайшие станции метро
- Сокол,  Войковская — пешком около получаса.

### Карты
- WikiMapia — Улица Новая Ипатовка
- Карты openstreetmap — Улица Новая Ипатовка
- Имена московских улиц. Топонимический словарь / Р. А. Агеева, Г. П. Бондарук, Е. М. Поспелов и др.; авт. предисл. Е. М. Поспелов. — М.: ОГИ, 2007. — 608 с. — (Московская библиотека). — ISBN 5-94282-432-0.
- Улица Новая Ипатовка: учреждения и организации